# José Luís de Almeida
José Luís de Almeida (ur. 12 czerwca 1961) – angolski bokser, olimpijczyk.
Wystąpił na Letnich Igrzyskach Olimpijskich 1980 w wadze koguciej. W 1/32 finału miał wolny los. W pojedynku 1/16 finału przegrał jednogłośnie na punkty z Rayem Gilbodym z Wielkiej Brytanii.
W 1980 roku uczestniczył w dziewiątej edycji turnieju Chemie Pokal w Halle, a w 1981 roku w Giraldo Cordova Cardin International Boxing Tournament w kubańskim San José de las Lajas. W obu odpadł po pierwszej walce. W drugim z nich poniósł porażkę z przyszłym mistrzem świata – Meksykaninem Gilberto Románem.